# MS Baltic Queen
 Der er for få eller ingen kildehenvisninger i denne artikel, hvilket er et problem. Du kan hjælpe ved at angive troværdige kilder til de påstande, som fremføres i artiklen.

MS Baltic Queen er en cruisefærge ejet af det estiske færgeselskab Tallink, der er indsat på ruten Tallinn-Mariehamn-Stockholm. Skibet blev bygget af værftet STX Europe i Rauma, Finland. 

## Koncept og byggeri
Oprindelig var projektet kendt under navnet Cruise 5. MS Baltic Queen blev bestilt hos det daværende værft Aker Yards i Rauma, Finland, i april 2007. Hun er et søsterskib til MS Galaxy og MS Baltic Princess, og er Tallinks femte nybyggede cruisefærge. Skibets planlagte rute blev først offentliggjort den 11. november 2008, hvor Tallink afslørede at man ville indsætte færgen på ruten Tallinn-Stockholm. Skibet blev sat på en tørdok og officielt navngivet Baltic Queen den 5. december 2008. På dette tidspunkt var værftet blevet omdøbt til STX Europe. Tallink fik skibet leveret den 16. april 2009.

## Servicehistorie
MS Baltic Queen blev i første omgang indsat på ruten Tallinn-Mariehamn-Stockholm den 24. april 2009, hvor det erstattede Tallink første nybyggede skib MS Romantika, der blev flyttet til ruten Riga-Stockholm . Da færgen MS Silja Europa blev taget ud af drift den 22. november 2009 på grund af problemer med sit styretøj, sejlede MS Baltic Queen fra den 26. november til den 11. december 2009 på MS Silja Europa rute, Turku-Mariehamn-Stockholm.

## Dæk og faciliteter
Nummereret fra bund til top.
- 2. Besætningskahytter, sauna, svømmebassin, maskinrum
- 3. Bildæk
- 4. Bildæk med hydraulisk platform, der kan sænkes til opdeling af bildækket i to, hvilket give plads til personbiler i to lag
- 5. Konferenceværelser og kahytter
- 6. Cafeteria, afgiftsfrie butikker, showlounge (laveste niveau), promenadedæk
- 7. Buffet og a la carte-restauranter, barer, pub, showlounge (øverste niveau)
- 8. Suiter og kahytter
- 9. Suiter og kahytter
- 10. Kommandobroen, besætningskahytter, diskotek, soldæk
- 11. Soldæk